# Piricse
Piricse là một thị trấn thuộc hạt Szabolcs-Szatmár-Bereg, Hungary. Thị trấn này có diện tích 36,99 km², dân số năm 2010 là 1878 người, mật độ 51 người/km².